# Медијска франшиза
Медијска франшиза, такође позната као мултимедијска франшиза, је колекција сродних медија у којима је неколико изведених дела продуцирано из оригиналног креативног белетристичког дела, као што су филм, књижевно дело, телевизијски програм или видео-игра.